# Pítac de Mitilene
Pítac de Mitilene (en llatí Pittacus, en grec Πιττακός) va ser un literat grec considerat un dels set savis de Grècia. Va néixer a Mitilene, a Lesbos; era fill d'Hirradi o de Caic, possiblement un traci, i d'una dona de Lesbos. Diògenes Laerci diu que va florir a l'olimpíada 42, vers el 612 aC i que va néixer vers el 652 aC.
Apareix esmentat inicialment com a opositor a la tirania que governava Mitilene, i unit als germans d'Alceu, caps del partit aristocràtic, van enderrocar el tirà Melancre (segons Suides, el 612 aC). L'any 606 aC, dirigia l'exèrcit de Mitilene en la seva guerra contra Atenes per la possessió de Sigeum a la Troade, conflicte en què els mitilenis foren derrotats. Pítac es va destacar lluitant i vencent en combat singular contra Frinó, el comandant atenenc i campió olímpic, famós pel seu valor i coratge. Va rebre com a premi unes terres que va dedicar al culte i foren anomenades les terres Pitàccies.
El conflicte va acabar amb la mediació de Periandre de Corint, que va assignar el territori en litigi a Atenes, però els conflictes interns a Mitilene van continuar. Es disputaven el poder una sèrie de tirans, com Mirsil, Megaligir i els Cleanàctides, i d'altra banda el partit aristocràtic dirigit per Alceu i el seu germà Antimènides; finalment, aquestos foren enviats a l'exili i Mitilene va gaudir d'uns anys de tranquil·litat fins que els exiliats van intentar el retorn per la força.
Per resistir els aristòcrates, els populars van posar al capdavant Pítac, com a governant amb poders absoluts, amb el títol d'αἰσυμνήτης, diferent de tirà perquè, encara que gaudia del mateix poder, era d'elecció popular, tenia algunes limitacions i era elegit per un període temporal (també ho podia ser vitalíciament), per tant era com un tirà electe ὡς ἁπλω̂ς εἴπειν αἱρετὴ τυραννίς. Va governar 10 anys (589 a 579 aC) i al final va abdicar, després d'haver restaurat l'ordre i haver preparat el camí per al govern republicà. Alceu i Pítac van estar un temps enfrontats, però probablement després es van reconciliar.
Pítac va viure encara deu anys després de l'abdicació; es va morir el 569 aC a avançada edat.
Se li atribueixen alguns proverbis: Χαλεπὸν ἐσθλὸν ἔμμεναι, i Καιρὸν γνω̂θι. Va ser un poeta elegíac destacat i, segons Diògenes Laerci, va compondre 600 versos que van formar una col·lecció; Diògenes n'ha conservat unes línies que diu que foren les més famoses: ἔχοντα δει̂ τόξον1 καὶ ἰοδύκον φαρέτραν, στείχειν ἐπὶ φω̂τα κακόν: πιστὸν γὰρ οὐδὲν γλω̂σσα διὰ στόματος, λαλει̂ διχόμυθον ἔχουσα καρδίν νόημα.
Claudi Elià diu que Pítac va construir en un temple de Mitilene una escala que no servia per a res, era una ofrena. Volia al·ludir als canvis de la fortuna, que puja i baixa, ja que els afortunats pugen i els desafortunats baixen.